# Psychic Experiment
Psychic Experiment es una película estadounidense de ciencia ficción y terror de 2010, dirigida y escrita por Mel House, que también se encargó de la musicalización junto a Dwayne Cathey, en la fotografía estuvo Philip Roy y los protagonistas son Denton Blane Everett, Adrienne King, Reggie Bannister y Glenn Morshower, entre otros. El filme fue producido por Incendiary Features y Upstart Filmworks; se estrenó el 15 de abril de 2010.

## Sinopsis
Una comunidad feliz, chica y autosuficiente, aparenta ser el lugar ideal, cualquier cosa que puedas precisar está cerca. Pero, el exterior pastoral esconde algo muy sombrío. Cuando un grupo de personas, cada uno con sus propias relaciones y agendas con la ciudad y entre ellos, se juntan en el enclave, empiezan a ocurrir cosas muy raras.